# Pipirima
Pipirima es el nombre que reciben un par de estrellas binarias en la cola de Scorpio (específicamente μ Sco y ζ Sco, y otras estrellas en Escorpio, dependiendo del archipélago). De acuerdo con la mitología tahitiana, se trata de dos hermanos que ascendieron al cielo como compensación porque no eran cuidados por sus padres, los que corresponden a las estrellas de Shaula y Lesath.
En el 2016 la Unión Internacional de Astronomía nombró oficialmente a μ2 Scorpii como Pipirima.

## Mito
Estos niños se llamaban Pipiri y Rehua, dos gemelos, un niño y una niña. Los padres de Pipiri y Rehua eran pescadores y llevaban por nombre Taua y Rehua (igual que la niña). En una ocasión se embarcaron y volvieron muy tarde, con gran felicidad porque habían tenido una excelente pesca de peces maraara.  La madre dijo a su esposo que iría a buscar a los niños para que cenaran con ellos, pero estos habían simulado estar dormidos. La madre pensó despertarlos, pero el esposo le dijo que no lo hiciera porque de esa manera podrían tener más pescado para sí mismos, en otras versiones le dice que los niños ya están dormidos.
Pipiri escuchó a sus padres decir esto y se lo comunicó a Rehua. Se pusieron muy tristes porque se dieron cuenta de que no les darían de comer y pensaron que sus padres no los querían, así que decidieron huir de casa. Ambos padres sintieron remordimiento y fueron a buscar a sus hijos, pero encontraron que habían hecho un agujero en la casa y se habían marchado. Salieron a buscarlos, pero ellos ya se habían ido lejos. Pipiri y Rehua llegaron a la cima de una peña y ahí clamaron a los dioses del cielo. Estos enviaron un cometa, los niños entraron en él y ascendieron al cielo, donde se convirtieron en Ainuunu, el conjunto de las dos estrellas binarias en la constelación de Escorpio. Sus padres son las estrellas Shaula y Lesath.
Nota: Esta historia se encuentra en varias versiones, pero la original es de un Pastor William Ellis quien puso esta constelación en Castor y Pollux por error, pero luego fue corregido por William Wyatt y George Calderon quienes observaron que estas tradiciones son ampliamente conocidas en la región con relación a las anteriormente mencionadas estrellas en Escorpio.(Ellis 1831:III-172; Gill 1876: 42; Caldron 1921: 173)

## Pipirima en la cultura
La leyenda de Pipirima ha sido retomada en otras expresiones de la cultura de los pueblos polinesios. En Isla de Pascua (Rapa Nui) Margot Loyola recogió una canción sobre el tema, cuya interpretación incluyó en la antología de música pascuense que publicó en 1979. Topatangi, un grupo musical pascuense, ha realizado una obra con el título de Pipirima. De Tahití, Pupu Arioi y Tamarii Fantana han publicado un disco con el relato musicalizado de Pipirima. En la Polinesia Francesa trabaja una organización no gubernamental llamada Pipirima, dedicada a la defensa de los derechos de la infancia.